# Igor Iwanowitsch Besjajew
Igor Iwanowitsch Besjajew (ukrainisch Ігор Іванович Бєзяєв, russisch Игорь Иванович Безяев; * 17. Juli 1922 in Charkiw, Ukrainische Sozialistische Sowjetrepublik; † 8. Dezember 1993 in Moskau) war ein sowjetischer Theater- und Film-Schauspieler sowie Synchronsprecher.

## Leben

### Herkunft und frühe Jahre
Igor Besjajew war der Sohn von Iwan Fjodorowitsch Besjajew (* 1900) und Larissa Andrejewna Bunina (1908–1976). Der Vater war ursprünglich Landwirt, arbeitete jedoch später als Mechaniker in einer Wäscherei und war danach Parteifunktionär. Die Mutter entstammte einer Adelsfamilie und praktizierte als Ärztin. Die Familie zog 1935 nach Kiew und 1939 nach Lwiw. Während des Deutsch-Sowjetischen Krieges kommandierte Iwan Besjajew ein Regiment, seine Frau diente als Majorin in einer Sanitätseinheit.
Igor Besjajew schloss 1940 in Lemberg das Gymnasium ab und trat im Januar 1941 in eine militärische Luftfahrtschule ein. Ab August 1942 begann er seine Ausbildung an der Infanterieschule von Omsk, wurde aber drei Monate später an die Stalingrader Front beordert. Dort bekleidete der 20-Jährige den Posten des stellvertretenden Kommandanten einer Abteilung innerhalb der 14. Gardedivision. Dabei erlitt er eine Beinverwundung und wurde im März 1943 vom Frontdienst abgezogen.
Besjajew zog daraufhin zu seiner Tante nach Serpuchow, trat dort in der Agitationsbrigade des örtlichen Theaters auf und trainierte Amateurringer. Aufgrund des weiterhin gehegten Wunsches, Pilot zu werden, studierte er ab September 1943 am Staatlichen Luftfahrtinstitut Moskau, nahm aber parallel auch an Amateuraufführungen des angegliederten Theaters teil. Der Regisseur Juri Pawlowitsch Jegorow empfahl ihn für den Puschkin-Wettbewerb der Rezitatoren, aus dem Besjajew als Preisträger hervorging. Dies motivierte ihn endgültig dazu, Schauspieler zu werden. Die Ausbildung am Luftfahrtinstitut schloss er nicht ab, erhielt aufgrund seines Dienstes jedoch 1985 den Orden des Vaterländischen Krieges II. Klasse.

### Schauspiellaufbahn
Vom Januar 1945 bis 1949 studierte Besjajew unter Wassili Wassiljewitsch Wanin am Staatlichen All-Unions-Institut für Kinematographie (WGIK) und war anschließend bis 1964 für das Mosfilmstudio aktiv. Zugleich stand er beim Theaterstudio der Kinodarsteller auf der Bühne. Anschließend wechselte der dunkelhaarige Darsteller zum Gorki-Filmstudio und stand dort bis zu seinem Renteneintritt im April 1989 unter Vertrag. Nach kleineren Engagements in den frühen 1950er Jahren, u. a. für seinen Bekannten Juri Jegorow in Im Eismeer verschollen (1954), spielte er 1955 in Повесть об агрономе (Powest ob agronome) die Hauptrolle. Der Film kam jedoch nicht zur Aufführung. Als Besjajews wichtigste Projekte gelten Страницы былого (Stranizy bylogo, 1957), ...Смена начинается в шесть (...Smena natschinajetsja w schest, 1958), Verschlossene Lippen (1959), Битва в пути (Bitwa w puti, 1961), Schild und Schwert (1968), С весельем и отвагой  (S weseljem i otwagoi, 1973), Дни Турбиных (Dni Turbinych, 1976), Возвращение к жизни (Woswraschtschenije k schisni, 1979), Охота на лис (Ochata na lis), Три года (Tri goda, beide 1980) und Мёртвые души (Mjortwyje duschi, 1984). Seinen Abschied vom Film gab er mit Bulat Bogautdinowitsch Mansurows TV-Produktion Картина (Kartina, 1985).
Besjajew trat auch vereinzelt als Synchronsprecher in Erscheinung, u. a. für die russischsprachigen Fassungen mehrerer Filme aus der Volksrepublik China.

### Privatleben
Am WGIK lernte Besjajew Galina Wassiljewna Schtschegolowa kennen, deren Schwester im Institut arbeitete. Beide heirateten am 12. Oktober 1948, ein Jahr später wurde ihr erster Sohn Wladimir geboren. 1952 folgte dessen Bruder Alexander. Wladimir Besjajew studierte später Journalistik und arbeitet für Radio Majak. Alexander trat 1970 in der Fernsehfilmreihe Адъютант Его Превосходительства (Adjutant Ego Prewoschoditelstwa, 1970) auf, in der auch sein Vater zu sehen war. Er ist heute bei der Moskauer Metro beschäftigt.
Besjajew galt als sympathischer und geselliger Mensch. Enge Freundschaften unterhielt er zu seinen Kolleginnen Antonina Maximowa, Nina Jakowlewna Schaternikowa, Klara Rumjanowa und deren Ehemann Anatoli Wladimirowitsch Tschemodurow.
Der ehemalige Darsteller starb 71-jährig in seiner Wohnung und wurde auf dem Friedhof Wostrjakowskoje in Moskau beigesetzt.

## Theaterarbeit (Auswahl)
- Три солдата (Tri soldata) – von  Juri Pawlowitsch Jegorow und G. S. Pobedonoszew
- Флаг адмирала (Flag admirala) – von Alexander Petrowitsch Stein
- Armut ist kein Laster (Bednostʹ ne porok) – von Alexander Ostrowski
- Нахлебник (Nachlebnik) – von Iwan Turgenew
- Раки (Raki) – von Sergei Michalkow
- Maschenka – von Alexander Afinogenow
- Angelo – von Victor Hugo
- Das gewöhnliche Wunder (Obyknowennyje tschudo) – von Jewgeni Schwarz
- Ах, сердце!.. (Ach, serdze!..) – von Wladimir Solomonowitsch Poljakow

## Filmografie (Auswahl)

### Darsteller
- 1950: Beherrscher der Luft (Schukowski)
- 1953: Feindlicher Wirbelwind (Wichri wraschdebnyje)
- 1954: Im Eismeer verschollen (More studjonoje)
- 1955: Wanja, das geht zu weit (Soldat Iwan Browkin)
- 1957: Leningrader Sinfonie (Leningradskaja simfonija)
- 1959: Verschlossene Lippen (Mumu)
- 1962: Die Bewährung (Kollegi)
- 1964: Die Stille (Tischina)
- 1968: Schild und Schwert (Schtschit i metsch)
- 1970: Hinterm Haus der Feind (Pesn o Manschuk)
- 1970: Die schöne Warwara (Warwara-Krasa, dlinnaja kosa)
- 1973: Höflichkeitsbesuch (Wisit weschliwosti)
- 1976: … alles schnuppe (Tryn-trawa)
- 1977: Witwen (Wdowy)
- 1983: Abschied von Matjora (Proschtschanije)
- 1983: Der Sündenbock (Inspektor GAI)
- 1985: Komm und sieh (Idi i smotri)

### Synchronsprecher
- 1954: Das geheimnisvolle Wrack – für Jürgen Steffen
- 1955: Ein ganzes Leben (Les hommes en blanc) – für Robert Porte
- 1957: Sha mo li de zhan dou – für Weiru Yang
- 1958: Eva will schlafen (Ewa chce spać)
- 1958: Der Schatz des Kapitäns Martens (Skarb kapitana Martensa) – für Michal Szewczyk
- 1959: Vor dem Morgengrauen (Jago Hua Savera)
- 1961: April (Kwiecień) – für Jerzy Turek
- 1964: Der erste Tag der Freiheit (Pierwszy dzien wolnosci) – für Roman Kłosowski